# 綾部藩
綾部藩（あやべはん）は、丹波国（現在の京都府綾部市青野町、または同本宮町）に存在した藩。藩庁は綾部陣屋に置かれた。

## 藩史
綾部藩は寛永10年（1633年）3月5日に立藩した2万石の外様の藩である。藩祖は戦国時代に織田信長に仕えて名を馳せた水軍の将・九鬼嘉隆の孫九鬼隆季である。嘉隆の死後、九鬼氏は子の九鬼守隆が家督を継いでいたが、その守隆が寛永9年（1632年）に死去すると、三男の隆季と五男の九鬼久隆との間で家督争いが起こった。これは守隆が生前に五男の久隆を溺愛して嫡男に選んだのが原因であるが、御家騒動の結果、久隆は摂津国三田へ、隆季は綾部へそれぞれ移封され、九鬼氏は嘉隆以来の故地である志摩国鳥羽藩の地を失うに至った。隆季は寛文元年（1661年）3月28日、弟の九鬼隆重に500石を分与し、分家を創設している。また、隆季は城下町の建設や検地などを行なって藩政の基礎を固めた。
しかし第2代藩主・九鬼隆常の代から大洪水や暴風雨による天災が起こって3729人もの死者を出すなど、早くも藩政の衰退が始まる。その後も再三にわたって大洪水や大旱魃、大飢饉などが発生して藩は大被害を受け、第3代藩主・九鬼隆直の時代には藩財政が破綻し、藩札発行や倹約令制定、家臣団の給米減封などを中心とした財政改革が試みられたが、その後も大洪水などによる天災や百姓一揆までもが発生し、藩政はすっかり衰退した。なお、隆直の時代に藩校・進徳館が設立されている。
このような中で第9代藩主・九鬼隆都は佐藤信淵や奥山弘平らを招聘して農業政策を中心とした藩政改革に取り組み、さらに山鹿素水を招いて軍事の改革も行なった。隆都は弘化4年（1847年）に木綿会所を創設して専売制を実施し、藩財政をいくらかは再建することに成功した。幕末期の動乱に入ると、隆都は文久元年（1861年）6月10日に家督を子の九鬼隆備に譲って隠居する。隆備ははじめ佐幕派であったが、禁門の変で御所の警備を務めた頃から次第に官軍側に与するようになり、慶応4年（1868年）1月には西園寺公望を通じていち早く新政府側に帰順した。その後、隆備は版籍奉還により藩知事となり、明治4年（1871年）の廃藩置県により綾部藩は廃藩となる。その後、綾部県を経て、京都府に編入されることとなった。藩主家は後に子爵に、隆重の子孫も維新後の官僚としての勲功によって後に男爵を授けられた。
ちなみに隆備も父に劣らず有能で、藩校・進徳館を篤信館と改名し、その翌年には藩内6箇所に郷学校を設立して、庶民教育に尽力した。これは後に、明治政府による近代化教育の先駆けとなったのである。

## 歴代藩主
九鬼家
外様。2万石→1万9500石。
1. 九鬼隆季（たかすえ）【寛永10年3月5日藩主就任－延宝2年（1674年）11月16日隠居】
2. 九鬼隆常（たかつね）【延宝2年11月16日藩主就任－元禄11年（1698年）4月1日死去】
3. 九鬼隆直（たかなお）【元禄11年5月藩主就任－正徳3年（1713年）1月晦日隠居】
4. 九鬼隆寛（たかのぶ）【正徳3年1月晦日藩主就任－明和3年（1766年）3月8日隠居】
5. 九鬼隆貞（たかさだ）【明和3年3月8日藩主就任－安永9年（1780年）12月12日死去】
6. 九鬼隆棋（たかよし）【天明元年（1781年）3月12日藩主就任－天明7年（1787年）1月晦日死去】
7. 九鬼隆郷（たかさと）【天明7年4月7日藩主就任－文化5年（1808年）5月晦日死去】
8. 九鬼隆度（たかのり）【文化5年7月5日藩主就任－文政5年（1822年）閏1月24日隠居】
9. 九鬼隆都（たかひろ）【文政5年閏1月24日藩主就任－文久元年6月10日隠居】
10. 九鬼隆備（たかとも）【文久元年6月10日藩主就任－明治4年（1871年）藩知事免官】

明治以降
1. 九鬼隆治（ - 1980年3月25日） 1919年皇道宣揚会を設立し､総裁 享年96
2. 九鬼宗隆（ - 2003年6月27日） 前・熊野本宮大社宮司/隆治の長男 享年90
3. 九鬼家隆              現・熊野本宮大社宮司/宗隆の長男

## 幕末の領地
- 丹波国
  - 船井郡のうち - 5村
  - 何鹿郡のうち - 32村
  - 天田郡のうち - 25村

明治維新後に、天田郡2村（旧篠山藩領）が加わったほか、同1村（旧柏原藩、久美浜代官所管轄の旧幕府領との相給）、同1村（久美浜代官所管轄の旧幕府領との相給）の全域を本藩領とした。